# Élections municipales kosovares de 2023
Les élections municipales kosovares de 2023 ont lieu le 23 mars 2023  afin de renouveler les maires et conseils municipaux des quatre municipalités serbophones du Kosovo.
Ces élections interviennent dans le contexte de la Crise du nord du Kosovo de 2022-2023, qui amène le principal parti serbophone du Kosovo, la Liste serbe, à boycotter les institutions. Les maires des quatre municipalités du Nord du Kosovo, membres de la Liste serbe, démissionnent en conséquence, ouvrant la voix à des élections anticipées en l'absence de candidats de ce parti,.
L'appel au boycott est massivement suivi, les maires des quatre municipalités, issus de partis kosovars, étant élus avec des taux de participation ne dépassant pas 6 %,. Le gouvernement est contraint à faire intervenir les forces de l'ordre pour disperser les manifestations et permettre aux maires de prendre leurs fonctions dans leur mairies respectives d'où sont retirés les drapeaux serbes. Plusieurs dizaines de serbophones ainsi que plusieurs policiers sont blessés dans les altercations, qui se poursuivent jusqu'en mai,,,.
Ces élections conduisent à la tenue d'un référendum révocatoire à l'encontre des quatre maires le 21 avril 2024.

## Résultats

### Leposavić
| Candidats                | Candidats                | Partis                   | Voix   | %     |
| ------------------------ | ------------------------ | ------------------------ | ------ | ----- |
|                          | Lulzim Hetemi            | VV                       | 100    | 73,53 |
|                          | Albulena Behluli Hetemi  | PDK                      | 34     | 25,00 |
|                          | Aleksandar Jablanović    | PKS                      | 2      | 1,47  |
|                          |                          |                          |        |       |
| Votes valides            | Votes valides            | Votes valides            | 136    | 96,45 |
| Votes blancs et nuls     | Votes blancs et nuls     | Votes blancs et nuls     | 5      | 3,55  |
| Total                    | Total                    | Total                    | 141    | 100   |
| Abstention               | Abstention               | Abstention               | 13 177 | 98,94 |
| Inscrits / participation | Inscrits / participation | Inscrits / participation | 13 318 | 1,06  |

### Kosovska Mitrovica
| Candidats                | Candidats                | Partis                   | Voix   | %     |
| ------------------------ | ------------------------ | ------------------------ | ------ | ----- |
|                          | Erden Atiq               | VV                       | 519    | 66,54 |
|                          | Taulant Kelmendi         | PDK                      | 186    | 23,85 |
|                          | Betim Osmani             | GIM                      | 75     | 9,62  |
|                          |                          |                          |        |       |
| Votes valides            | Votes valides            | Votes valides            | 780    | 93,19 |
| Votes blancs et nuls     | Votes blancs et nuls     | Votes blancs et nuls     | 57     | 6,81  |
| Total                    | Total                    | Total                    | 837    | 100   |
| Abstention               | Abstention               | Abstention               | 17 281 | 95,38 |
| Inscrits / participation | Inscrits / participation | Inscrits / participation | 18 118 | 4,62  |

### Zubin Potok
| Candidats                | Candidats                | Partis                   | Voix  | %     |
| ------------------------ | ------------------------ | ------------------------ | ----- | ----- |
|                          | Izmir Zeqiri             | PDK                      | 196   | 52,13 |
|                          | Flatron Hasani           | VV                       | 180   | 47,87 |
|                          |                          |                          |       |       |
| Votes valides            | Votes valides            | Votes valides            | 376   | 97,66 |
| Votes blancs et nuls     | Votes blancs et nuls     | Votes blancs et nuls     | 9     | 2,34  |
| Total                    | Total                    | Total                    | 385   | 100   |
| Abstention               | Abstention               | Abstention               | 6 276 | 94,22 |
| Inscrits / participation | Inscrits / participation | Inscrits / participation | 6 661 | 5,78  |

### Zvečan
| Candidats                | Candidats                | Partis                   | Voix  | %     |
| ------------------------ | ------------------------ | ------------------------ | ----- | ----- |
|                          | Ilir Peci                | PDK                      | 114   | 60,00 |
|                          | Fetah Peci               | VV                       | 71    | 37,37 |
|                          | Slađana Pantović         | Indépendant              | 5     | 2,63  |
|                          |                          |                          |       |       |
| Votes valides            | Votes valides            | Votes valides            | 190   | 93,14 |
| Votes blancs et nuls     | Votes blancs et nuls     | Votes blancs et nuls     | 14    | 6,86  |
| Total                    | Total                    | Total                    | 204   | 100   |
| Abstention               | Abstention               | Abstention               | 6 795 | 97,08 |
| Inscrits / participation | Inscrits / participation | Inscrits / participation | 6 998 | 2,92  |